# Sinagoga nuova Beth-El di Detroit / Lighthouse Cathedral
La sinagoga nuova Beth-El di Detroit, così denominata dal nome della congregazione ebraica che la edificò nel 1921-1922, è la seconda sinagoga costruita dalla congregazione a Detroit in sostituzione della sinagoga vecchia Beth-El di Detroit (ora Teatro Bonstelle di Detroit). Nel 1974 la congregazione Beth-El si trasferì nella nuova sinagoga Beth-El di Bloomfield e da allora l'edificio è stato riadattato a chiesa (Lighthouse Cathedral) per varie congregazioni cristiane.

## Storia e descrizione
La congregazione Beth-El, la più antica di Detroit, si era costituita nel 1850. La costruzione nel 1903 della sinagoga vecchia Beth-El di Detroit sulla Woodward Avenue fu una prima affermazione pubblica del prestigio acquisito dalla comunità agli inizi del Novecento.
Nel 1921 divenne chiaro che si richiedeva un nuovo edificio, più grande per soddisfare all'incremento demografico della comunità, ma anche in una locazione diversa, più a nord sulla stessa Wooward Avenue, più vicino ai nuovi quartieri di residenza dei membri della comunità.
il progetto fu affidato allo stesso Albert Kahn, che già era stato l'architetto della sinagoga vecchia. La prima pietra del nuovo edificio fu posta il 20 settembre 1921, e la cerimonia di inaugurazione si tenne il 10-12 novembre, 1922.
Kahn ideò un altro edificio neoclassico, questa volta a tetto piatto, con una lunga facciata su Woodward Avenue scandita da otto alte colonne ioniche a formare un portico sul quale si aprono i tre ingressi.
Nel 1974 la congregazione Beth El si trasferì di nuovo, questa volta fuori Detroit, dove fu costruita la Sinagoga Beth-El di Bloomfield. Come già accaduto alla sinagoga vecchia Beth-El di Detroit (ora Teatro Bonstelle di Detroit), così anche la sinagoga nuova fu venduta e destinata ad altro uso. Ad acquistare l'edificio fu una congregazione cristiana (Lighthouse Tabernacle) che la utilizzò come chiesa (Lighthouse Cathedral). Nel 1982 l'edificio è stato inserito nel National Register of Historic Places. Col tempo altre congregazioni cristiane si sono succedute: nel 2008 fu usata dalla Citadel of Faith Covenant Church e nel 2010 dalla Community Church of Christ.